# Abruka (wyspa)

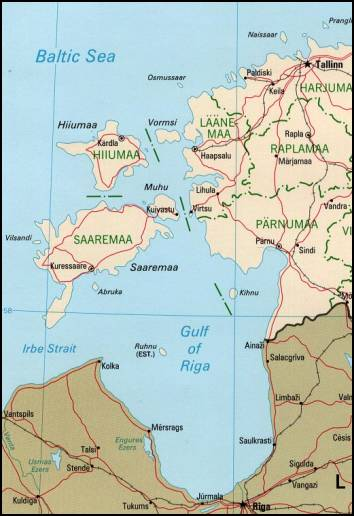
Zatoka Ryska, z Abruką i innymi wyspami

Abruka (szw. Abrö) – niewielka wyspa należąca do Estonii położona na morzu Bałtyckim, 12 kilometrów na południe od Kuressaare. Ma powierzchnię 8,78 km² i liczy około 40 mieszkańców, zamieszkałych m.in. we wsi Abruka. Wyspa jest stale zamieszkana od XVIII wieku. Na wyspie znajduje się rezerwat przyrody Abruka looduskaitseala o powierzchni 92 ha. W pobliżu znajdują się niezamieszkane wyspy Vahase, Kassilaid i Linnusitamaa (dosł. wyspa ptasich odchodów). Na miejscowym cmentarzu znajduje się krzyż upamiętniający katastrofę promu Estonia. Na przylądku Limbi wznosi się wysoka na 36 metrów latarnia morska wybudowana w 1931 r.